# Liu Shiwen
Liu Shiwen (Liaoning, 12 april 1991) is een Chinees professioneel tafeltennisspeelster. De rechtshandige shakehand-speelster won in 2009, 2012, 2013 en 2015 de World Cup en werd in 2019 wereldkampioen. Ze won daarvoor al twee WK-titels in het dubbelspel en in 2019 ook haar eerste in het gemengd dubbel. Shiwen werd in 2016 olympisch kampioen met China in het teamtoernooi.
Shiwens bereikte in januari 2010 voor het eerst de hoogste positie op de ITTF-wereldranglijst.

## Sportieve loopbaan
Shiwen maakte haar debuut in het internationale (senioren)circuit in 2004, in hetzelfde jaar dat ze nog als wereldkampioen junioren eindigde in het dubbelspel, gemengd dubbelspel en ploegentoernooi (ze verloor dat jeugd-WK alleen de eindstrijd in het enkelspel). Een jaar later won ze haar eerste seniorentitel, door samen met Guo Yan het dubbelspel van de Aziatische kampioenschappen 2005 op haar naam te schrijven.
De Chinese wist vervolgens nog voor haar achttiende verjaardag onder meer de top 10-speelsters Guo Yue (Duitsland Open 2007), Tie Yana, Jiang Huajun (beide op het China Open 2007), Li Xiaoxia (Qatar Open 2008), Li Jia Wei (Koeweit Open 2008) en Kim Kyung-ah (in de finale van het Denemarken Open 2009) een keer te kloppen.
Op de wereldkampioenschappen tafeltennis 2009 schreven de Chinezen Shiwen voor het eerst in voor het enkelspeltoernooi. Ze baarde daarop opzien door in de achtste finale met 4-0 te winnen van haar landgenote Guo Yan, de nummer vier van de wereldranglijst en winnares van de ITTF Pro Tour Grand Finals enkelspel 2008. Vervolgens won Shiwen in de kwartfinale met 4-1 van de Tsjecho-Slowaakse Iveta Vacenovská, waardoor ze de enige halvefinaliste werd die vooraf niet tot de vier hoogstgeplaatste speelsters behoorde. In de halve finale moest ze met 4-2 buigen voor haar landgenote Zhang Yining, de nummer een van de wereld, maar had ze met haar prestatie niettemin voor het eerst in haar leven een plaats in de top-10 van de wereldranglijst al verdiend.
Shiwen begon in oktober 2009 als derde van de plaatsingslijst aan haar eerste World Cup, gehouden in Guangzhou. Ze stond op dat moment vierde op de wereldranglijst, maar nummer één Zhang Yining nam geen deel aan het toernooi. Ze voldeed ze aan haar status door zich te plaatsen voor de halve finales. Vervolgens verraste Liu Shiwen door de eindstrijd te bereiken via een 4-1 zege op de als tweede geplaatste titelverdedigster Li Xiaoxia en in de finale ook de nummer een van de plaatsingslijst Guo Yue te kloppen (4-3). Daarmee won ze op achttienjarige leeftijd de wereldbeker en werd ze een paar maanden later voor het eerst nummer één op de wereldranglijst.
Shiwen speelde in clubverband voor onder meer FSV Kroppach in de Duitse Bundesliga.

## Erelijst
Belangrijkste resultaten:
- Winnares World Cup 2009, 2012, 2013 en 2015
- Wereldkampioen enkelspel 2019
- Wereldkampioen dubbelspel 2015 (met Zhu Yuling) en 2017 (met Ding Ning), verliezend finalist 2013 (met Ding Ning)
- Wereldkampioen gemengd dubbel 2019 (met Xu Xin)
- Verliezend finalist enkelspel 2013 en 2015
- Aziatisch kampioen dubbelspel 2005 (met Guo Yan)
- Verliezend finaliste Azië Cup 2009

ITTF Pro Tour:
Enkelspel:
- Winnares ITTF Pro Tour Grand Finals 2011, 2012, 2013
- Winnares Koeweit Open 2010
- Winnares China Open 2009 (in Tianjin)
- Winnares China Open 2009 (in Su Zhou)
- Winnares Denemarken Open 2009
- Verliezend finaliste Zweden Open 2011

Dubbelspel:
- Winnares ITTF Pro Tour Grand Finals 2009 (met Ding Ning)
- Winnares Qatar Open 2010 (met Ding Ning)
- Winnares China Open 2009 (in Tianjin)
- Winnares Denemarken Open 2009 (met Ding Ning)
- Winnares Korea Open 2008 (met Guo Yue)
- Verliezend finaliste China Open 2009 (in Su Zhou)
- Verliezend finaliste China Open 2007 (met Ding Ning)
- Verliezend finaliste Qatar Open 2009 (met Ding Ning)

2008: Guo Yue, Wang Nan, Zhang Yining ·
2012: Ding Ning, Guo Yue, Li Xiaoxia ·
2016: Ding Ning, Li Xiaoxia, Liu Shiwen ·
2020: Chen Meng, Sun Yingsha, Wang Manyu ·
2024: Chen Meng, Sun Yingsha, Wang Manyu